# Barre Viento
Barre Viento är en ort i Mexiko.   Den ligger i kommunen Xoxocotla och delstaten Veracruz, i den sydöstra delen av landet, 230 km öster om huvudstaden Mexico City. Barre Viento ligger 2 507 meter över havet och antalet invånare är 118.
Terrängen runt Barre Viento är kuperad, och sluttar österut. Runt Barre Viento är det ganska tätbefolkat, med 93 invånare per kvadratkilometer. Närmaste större samhälle är Zongolica, 16,5 km öster om Barre Viento. Omgivningarna runt Barre Viento är en mosaik av jordbruksmark och naturlig växtlighet.